# Souvenir Louison-Bobet
 (mars 2015).
Si vous disposez d'ouvrages ou d'articles de référence ou si vous connaissez des sites web de qualité traitant du thème abordé ici, merci de compléter l'article en donnant les références utiles à sa vérifiabilité et en les liant à la section « Notes et références ».
Le Souvenir Louison-Bobet  est une course cycliste française créée en 1984 et qui se déroule sur une journée autour de la ville de Noyal-Châtillon-sur-Seiche. Cette course tient son nom de l'ancien cycliste Louison Bobet, triple vainqueur du Tour de France en 1953, 1954 et 1955 et mort en 1983.
En 2020, le Souvenir et le Trophée sont annulés à cause de la pandémie de Covid-19. Ils sont également annulés en 2021 pour la même raison.

## Palmarès

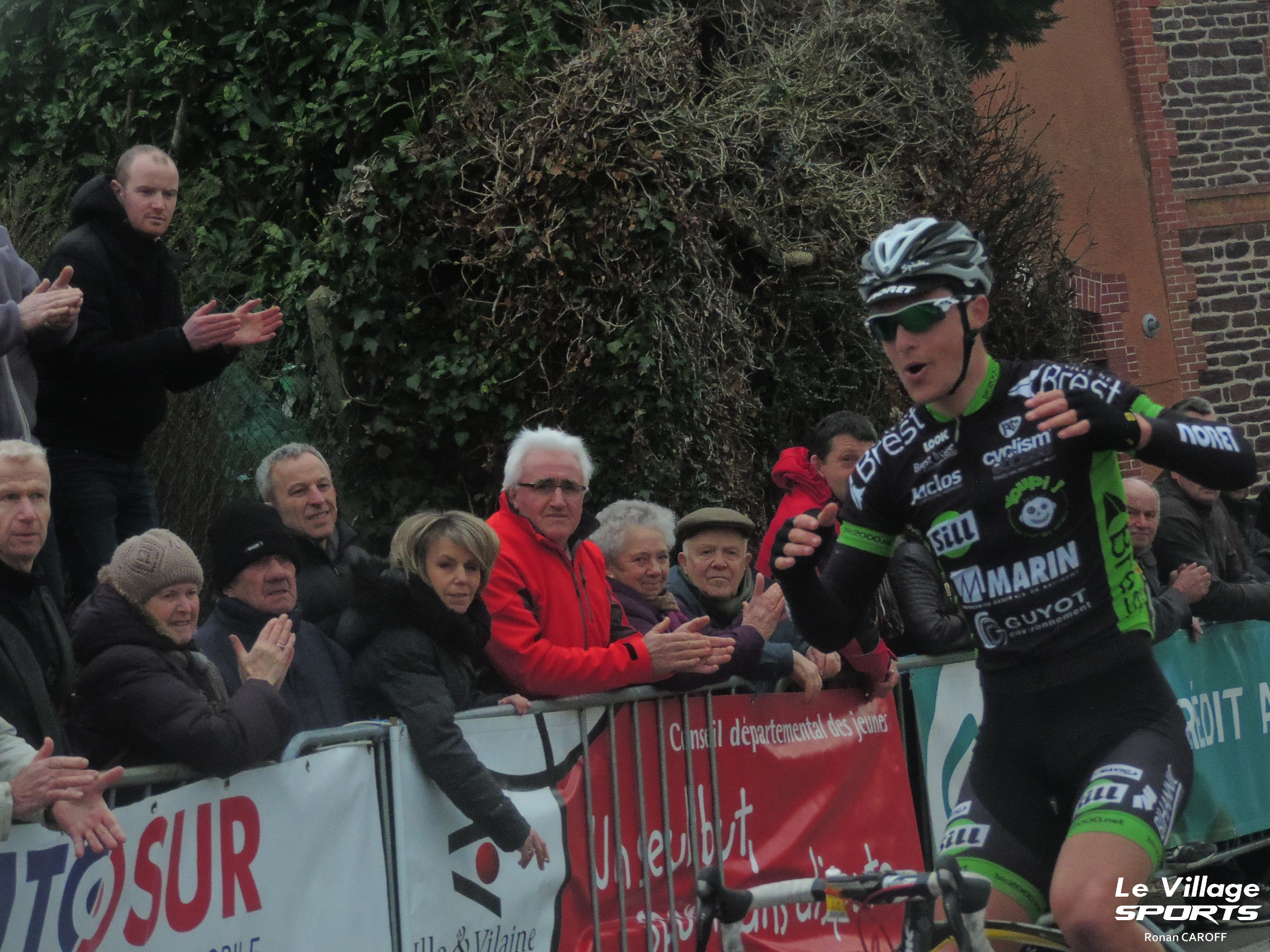
Franck Bonnamour s'impose sur le Souvenir Louison-Bobet 2015.

## Palmarès[3]
| Année     | Vainqueur              | Deuxième             | Troisième              |
| --------- | ---------------------- | -------------------- | ---------------------- |
| 1984      | Philippe Dalibard      | François Leveau      | Pascal Churin          |
| 1985      | Stéphane Loizeau       | Gaëtan Leray         | Gary Newbold           |
| 1986      | Éric Corvaisier        | Pascal Montier       | Laurent Plu            |
| 1987      | Éric Corvaisier        | Michel Duraffour     | Jean-Jacques Henry     |
| 1988      | Éric Corvaisier        | Jean-Luc Moreul      | Philippe Dalibard      |
| 1989      | Olivier Peyrieras      | Jean-Philippe Rouxel | Patrick Friou          |
| 1990      | Gilles Maignan         | Olivier Ackermann    | Olivier Peyrieras      |
| 1991      | André Urbanek          | Czesław Rajch        | David Cook             |
| 1992      | Marek Leśniewski       | Thierry Bricaud      | Jean-Philippe Rouxel   |
| 1993      | Jean-Christophe Currit | Gérard Bigot         | Pascal Hervé           |
| 1994      | Cyril Saugrain         | Gérard Bigot         | Serge Oger             |
| 1995      | Erki Pütsep            | Camille Coualan      | Fabrice Gougot         |
| 1996      | Philippe Mauduit       | Éric Potiron         | Sylvain Beauchamp      |
| 1997      | Jean-Philippe Rouxel   | James Canevet        | Arnaud Habasque        |
| 1998      | Michel Lallouët        | Éric Bourout         | François Urien         |
| 1999      | Yannick Flochlay       | Jean-Philippe Rouxel | Paweł Niedźwiecki (pl) |
| 2000      | Guillaume Judas        | Stéphane Conan       | René Taillandier       |
| 2001      | Christophe Thébault    | Yann Pivois          | Dany Caprais           |
| 2002      | Jérôme Bonnace         | Manuel Michot        | Lilian Jégou           |
| 2003      | David Danion           | Dany Caprais         | Yann Pivois            |
| 2004      | Denis Robin            | Benoît Poilvet       | Jérôme Bouchet         |
| 2005      | David Danion           | Sylvain Cheval       | Joel Pearson           |
| 2006      | Tony Cavet             | Loïc Herbreteau      | Julien Mesnil          |
| 2007      | Nikolas Cotret         | Tarmo Raudsepp       | Guillaume Blot         |
| 2008      | François Lançon        | Arnaud Gaudet        | Gaylord Cumont         |
| 2009      | Jimmy Engoulvent       | Fabrice Jeandesboz   | Nicolas Jouanno        |
| 2010      | Paul Poux              | Florian Vachon       | Kévin Denis            |
| 2011      | Maxime Méderel         | David Chopin         | Tomasz Olejnik         |
| 2012      | Maxime Daniel          | Régis Geffroy        | Loïc Tallot            |
| 2013      | Mickael Olejnik        | Tomasz Olejnik       | Alexis Gougeard        |
| 2014      | Julien Loubet          | Loïc Chetout         | Maxime Cam             |
| 2015      | Franck Bonnamour       | Camille Thominet     | Frédéric Guillemot     |
| 2016      | Mathieu Le Lavandier   | Jules Roueil         | Thomas Oustry          |
| 2017      | Cyrille Patoux         | Adrien Carpentier    | Frédéric Guillemot     |
| 2018      | Maël Guégan            | Tommy Pouget         | Alexis Caresmel        |
| 2019      | Maxime Renault         | Baptiste Constantin  | Matthieu Jeannès       |
| 2020-2021 | annulé                 |                      |                        |
| 2022      | Mathis Le Berre        | Dylan Kowalski       | Maxime Cam             |
| 2023      | Ilan Larmet            | Hugo Roussel         | Antoine Hue            |
| 2024      | Maxime Renault         | Thomas Garel         | Axel Prod'homme        |
| 2025      | Matthew Fox            | Théo Josso           | Malo Stevant           |

## Autres épreuves

### Trophée Louison Bobet
Le Trophée Louison-Bobet a lieu le lendemain du Souvenir Louison-Bobet. Cette épreuve est réservée aux cyclistes de catégorie juniors.

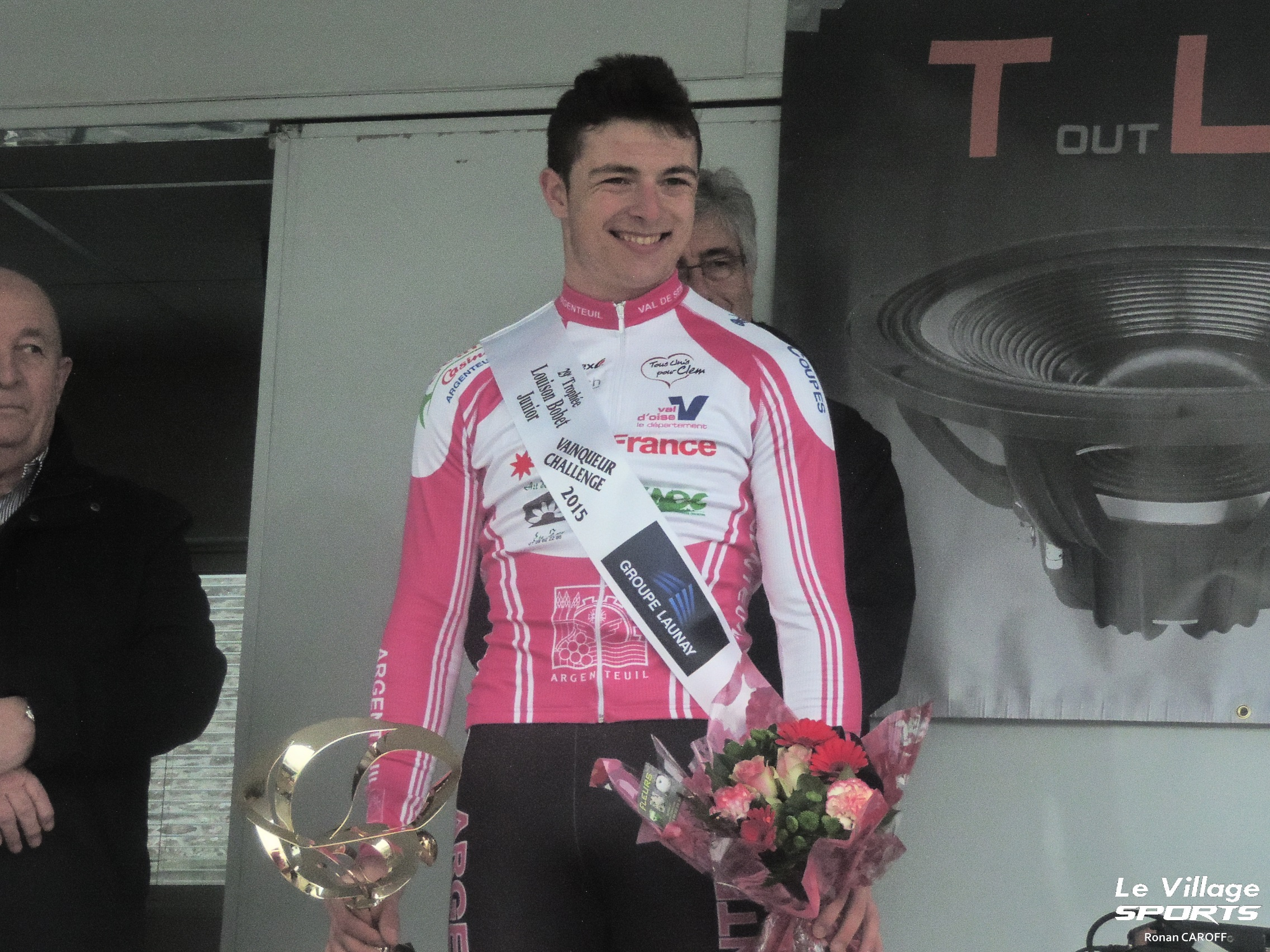
Théo Nicolas, vainqueur du Trophée Louison-Bobet 2015.

| Année     | Vainqueur                 | Deuxième          | Troisième                |
| --------- | ------------------------- | ----------------- | ------------------------ |
| 1987      | Lionel Simon              |                   |                          |
| 1988      | André Aiello              |                   |                          |
| 1989      | Stéphane Heulot           |                   |                          |
| 1990      | Stéphane Brigaud          |                   |                          |
| 1991      | Frédéric Aubert           |                   |                          |
| 1992      | Anthony Morin             |                   |                          |
| 1993      | Denis Veille              |                   |                          |
| 1994      | Ludovic Hubert            |                   |                          |
| 1995      | Roland Thomin             |                   |                          |
| 1996      | Sébastien Le Moing        |                   |                          |
| 1997      | Mathieu Rémy              |                   |                          |
| 1998      | Alexandre Naulleau        |                   |                          |
| 1999      | Samuel Torres             |                   |                          |
| 2000      | Lloyd Mondory             | Benoît Vaugrenard |                          |
| 2001      | Mathieu Claude            |                   |                          |
| 2002      | Sébastien Turgot          |                   |                          |
| 2003      | Guillaume Blot            |                   |                          |
| 2004      | Arnaud Gaudet             | Mikaël Cherel     | Alexandre Binet          |
| 2005      | Florian Hervo             | Vincent Rouxel    | Julien Lecomte           |
| 2006      | Gaël Le Bellec            | Nicolas David     | Tony Gallopin            |
| 2007      | Fabien Taillefer          | Luc Tellier       | Paul-Mikaël Menthéour    |
| 2008      | Romain Guillemois         | Jérémie Souton    | François Lécuyer         |
| 2009      | Kenny Elissonde           | Bryan Coquard     | Romain Guillemois        |
| 2010      | Bryan Coquard             | Yoän Vérardo      | Romain Guyot             |
| 2011      | Alexis Gougeard           | Yoän Vérardo      | Pierre-Henri Lecuisinier |
| 2012      | Thomas Boudat             | Axel Gestin       | Anthony Morel            |
| 2013      | Axel Journiaux            | Valentin Madouas  | Clément Barbeau          |
| 2014      | Damien Touzé              | Cédric Le Mouel   | Jules Rolland            |
| 2015      | Théo Nicolas              | Marvin Baudoin    | Axel Audebrand           |
| 2016      | Quentin Fournier          | Jason Tesson      | Nicolas Malle            |
| 2017      | Florentin Lecamus-Lambert | Youen Glon        | Axel Taillandier         |
| 2018      | Hugo Toumire              | Victor Guernalec  | Lucas Douard             |
| 2019      | Antonin Corvaisier        | Hugo Toumire      | Enzo Andrade             |
| 2020-2021 | annulé                    |                   |                          |
| 2022      | Enzo Briand               | Victor Dattin     | Antoine Hue              |
| 2023      | Maël Jym Hoarau           | Diego Charteau    | Clément Sanchez          |
| 2024      | Gabriel Seguin            | Axel Bouquet      | Victor Herbreteau        |
| 2025      | Baptiste Lecoq            | Alex Doltaire     | Luc Royer                |